# Arucillus
Arucillus is een geslacht van hooiwagens uit de familie Cosmetidae.
De wetenschappelijke naam Arucillus is voor het eerst geldig gepubliceerd door Šilhavý in 1971. 

## Soorten
Arucillus omvat de volgende 2 soorten:
- Arucillus armasi
- Arucillus hispaniolicus